# Johann Gottfried Stösser

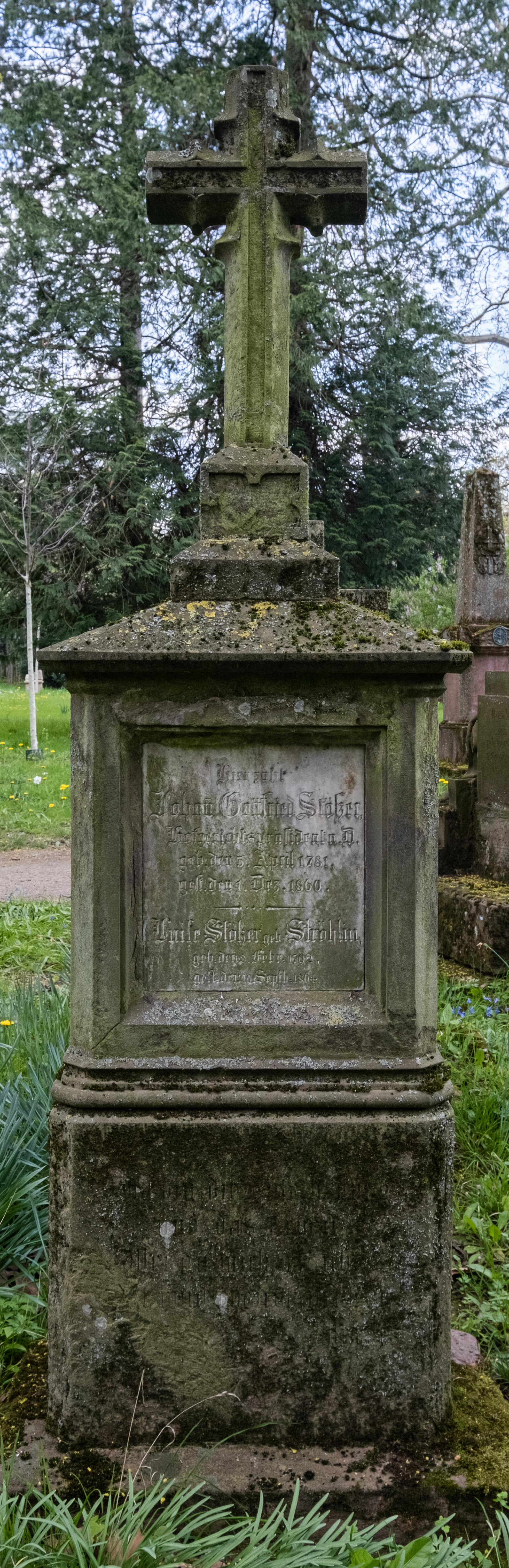
Grabstein auf dem Alten Friedhof in Freiburg

Johann Gottfried Stösser (auch Stoesser oder Stößer) (* 3. April 1781 in Karlsruhe; † 1. Dezember 1860 in Freiburg im Breisgau) war ein badischer Jurist und Politiker. 

## Herkunft
Gottfried Stösser entstammte einer alten badischen Beamtenfamilie. Er war der Sohn des gleichnamigen Hof- und Regierungsrates Johann Gottfried Stösser († 1798) und gehörte der evangelischen Kirche an. Er hatte einen jüngeren Bruder namens Karl.

## Leben
Gottfried Stösser trat nach seinem Studium an der Universität Tübingen 1803 als Rechtspraktikant in den badischen Staatsdienst und war zunächst Volontär beim Oberhofgericht in Karlsruhe, danach Hofgerichtsadvokat beim Hofgericht des Mittelrheinkreises in Rastatt. 1807 wurde er Assessor beim Hofgericht des Oberrheinkreises in Freiburg und später Hofgerichtsrat. Von 1809 bis 1810 hielt sich Stösser zum Studium des französischen Zivilrechts in Dijon und Paris auf und war ab März 1810 Regierungsrat beim Direktorium des Murgkreises in Rastatt. Von 1812 bis 1820 war er Obervogt des Amtes Rheinbischofsheim, danach bis 1825 in gleicher Eigenschaft in Heidelberg. Im Jahre 1825 trat er als Mitglied des Oberhofgerichts in Mannheim wieder in den Beruf eines Richters ein. 1835 erfolgte seine Ernennung zum Präsidenten des Hofgerichts im Seekreis Meersburg bzw. später Konstanz. 1846 trat er in den vorläufigen Ruhestand, den er in Bruchsal und Durlach verbrachte. Am 24. März 1848 wurde Gottfried Stösser als Geheimer Rat 2. Klasse reaktiviert und zum Regierungsdirektor des Unterrheinkreises in Mannheim ernannt. Bereits zwei Monate später, am 31. Mai 1848, erfolgte die endgültige Versetzung in den Ruhestand.

## Politik
Gottfried Stösser wurde 1830 zum Mitglied der Gesetzgebungskommission, der bis 1839 angehörte. Von 1835 bis 1839 und nochmals von 1846 bis 1850 war er Abgeordneter des Stadtwahlbezirks Karlsruhe in der Zweiten Kammer der Badischen Ständeversammlung. Seine politische Orientierung galt als gemäßigt regierungsfreundlich. 

## Familie
Gottfried Stösser war verheiratet mit Luise Marie Stroehlin. Das Paar hatte sechs Kinder. Die Söhne Maximilian und Ludwig machten ebenfalls Karriere als badische Beamte. 

## Ehrungen
- 1831 Ritterkreuz des Ordens vom Zähringer Löwen
- 1837 Kommandeurskreuz des Ordens vom Zähringer Löwen